# Silber(II)-fluorid
Silber(II)-fluorid (Summenformel AgF2) ist das einzige bei Zimmertemperatur beständige Silber(II)-Salz. Die stabile Oxidationsstufe des Silbers ist +1, die Bildung von Silber(II)-fluorid ist daher ungewöhnlich.

## Gewinnung und Darstellung
AgF2 wird durch die Reaktion von Silber mit elementarem Fluor hergestellt:
{\displaystyle {\ce {Ag + F2 -> AgF2}}}
Bei 200 °C reagiert Silber(I)-fluorid oder Silber(I)-chlorid ebenfalls zu Silber(II)-fluorid:
{\displaystyle {\ce {2 AgCl + 2 F2 -> 2 AgF2 + Cl2}}}
Silber(II)-fluorid ist ein starkes Fluorierungsmittel und lichtempfindlich. Daher muss es in Teflon, passiviertem Metall oder in einem Behältnis aus Quarzglas aufbewahrt werden.

## Eigenschaften und Struktur
Reines Silber(II)-fluorid ist ein weißes, kristallines und hygroskopisches Pulver. In kommerziellen Produkten von dunkler, brauner bis schwarzer Färbung findet man meist ein Fluor-Silber-Verhältnis unterhalb von 2, typischerweise 1,75.
Über den tatsächlichen Oxidationszustand des Silbers im Silber(II)-fluorid gab es lange keine Sicherheit, ob es tatsächlich als AgIIF2 oder in Analogie zum Silber(I,III)-oxid eher als ein Tetrafluoroargentat(III) des Silber(I) AgI[AgIIIF4] zu formulieren sei. Durch Neutronenstreuuntersuchungen wurde erstere Annahme bestätigt, wenngleich bei höheren Temperaturen auch die Tetrafluoroargentat(III)-Struktur auftrat.
Die Verbindung ist bei Raumtemperatur paramagnetisch, unterhalb ihrer Curie-Temperatur von −110 °C jedoch ferromagnetisch.
Silber(II)-fluorid bildet mit Fluoriden die intensiv gefärbten Fluorokomplex-Anionen [AgF3]−, [AgF4]2− und [AgF6]4−.

## Verwendung
Silber(II)-fluorid ist ein sehr starkes Fluorierungs- und Oxidationsmittel:
- Fluorierung und Herstellung von organischen Perfluorverbindungen[7],
- Fluorierung von aromatischen Verbindungen; eine selektive Monofluorierung ist aber schwierig[8],
- Oxidation von Xenon; bei dieser Reaktion in wasserfreiem Fluorwasserstoff (HF) erhält man Xenondifluorid XeF2[9],
- Silber(II)-fluorid oxidiert Kohlenmonoxid zu Carbonylfluorid (COF2).

Silber(II)-fluorid ist kommerziell verfügbar, der Bedarf liegt aber unter 100 kg pro Jahr. Verwendung findet es vor allem in Laboratorien; für die Großindustrie ist es mit rund 1200 US$/kg (1993) zu teuer.